# Ballade på Bullerborg
Ballade på Bullerborg er en dansk film fra 1959. Farcefilm, hvor det dog også spøger.

## Medvirkende
Blandt de medvirkende kan nævnes:
- Svend Asmussen
- Ulrik Neumann
- Helge Kjærulff-Schmidt
- Sigrid Horne-Rasmussen
- Ghita Nørby
- Johannes Meyer
- Ebbe Langberg
- Mimi Heinrich
- Johannes Marott
- Vera Gebuhr
- Marie Brink